# Syzygium arcuatinervium
Syzygium arcuatinervium är en myrtenväxtart som först beskrevs av Elmer Drew Merrill, och fick sitt nu gällande namn av Lyndley Alan Craven och Edward Sturt Biffin. Syzygium arcuatinervium ingår i släktet Syzygium och familjen myrtenväxter.
Artens utbredningsområde är Filippinerna. Inga underarter finns listade i Catalogue of Life.